# 4764 Джоунберхарт
4764 Джоунберхарт (4764 Joneberhart) — астероїд головного поясу, відкритий 11 лютого 1983 року.
Тіссеранів параметр щодо Юпітера — 3,798.